# Andrzej Hachuła
Andrzej Hachuła (ur. 6 sierpnia 1960 w Katowicach, zm. 5 listopada 2024) – polski hokeista, olimpijczyk.
Zawodnik występujący na pozycji napastnika. Reprezentował barwy: Naprzodu Janów, KTH Krynica, GKS Katowice, oraz Bremenhaven (Niemcy). W 1982 wraz z drużyną Naprzodu zdobył brązowy medal mistrzostw Polski.
W latach 1983–1986 występował w reprezentacji Polski. Uczestniczył w Igrzyskach Olimpijskich w Sarajewie w 1984 oraz mistrzostwach świata w 1983 w Tokio.